# A Thing About You
A A Thing About You című dal a svéd Roxette első és egyetlen kimásolt kislemeze a The Ballad Hits című válogatás lemezről, mely 2002. október 14-én jelent meg. Ebben az évben a vezető énekes Marie Fredrikssonnál agydaganatot diagnosztizáltak. A dal Top 40-es helyezés volt több slágerlistán is, köztük Ausztria, Belgium, Brazília, Németország, Olaszország, Spanyolország, Svédország, Svájc, és Tajvan. A dalt a BBC Radio 2 csak mérsékelten játszotta, így továbbra is az utolsó kislemezük volt, mely a 77. helyen szerepelt a brit kislemez listán. A dalhoz tartozó videót továbbra is Jonas Åkerlund készítette.

## Megjelenések
Minden dalt Per Gessle írt.
- CD Single  Európai Unió EMI 5515060

1. "A Thing About You" – 3:51
2. "The Weight of the World" – 2:52
3. "A Thing About You" (Enhanced Video) – 3:43

## Slágerlista
| Slágerlista (2002)                     | Legjobb helyezés |
| -------------------------------------- | ---------------- |
| Ausztria (Ö3 Austria Top 40)           | 39               |
| Belgium (Ultratop 50 Flanders)         | 39               |
| Brazil (ABPD)                          | 18               |
| Németország (Media Control Charts)     | 37               |
| Olaszország (FIMI)                     | 39               |
| Hollandia (Single Top 100)             | 88               |
| Scotland (The Official Charts Company) | 99               |
| Spain (AFYVE)                          | 23               |
| Spanish Airplay (AFYVE)                | 15               |
| Svédország (Sverigetopplistan)         | 14               |
| Svájc (Schweizer Hitparade)            | 35               |
| Taiwan (G-Music)                       | 6                |
| Egyesült Királyság (UK Singles Chart)  | 77               |